# Pałac w Wilkanowie
Pałac w Wilkanowie – zabytkowy pałac w Wilkanowie – wsi w Polsce, w województwie dolnośląskim, w powiecie kłodzkim, w gminie Bystrzyca Kłodzka.
Barokowy pałac wybudowany w latach 1681–1686 z przebudowy renesansowego dworu z XVI w. według projektu Jakoba Carovy.

## Opis
Z zespołu pałacowego do wojewódzkiego rejestru zabytków wpisano: 
- pałac, obecnie ruina, nr rej.: 443/766 z 30.09.1960
- park, nr rej.: 440/175 z 31.05.1950
- dom ogrodnika, obecnie dom nr 127 z pierwszej ćwierci XVIII w., nr rej.: 442/1396/WŁ z 27.12.1993
- oranżeria, ob. dom nr 130  z pierwszej ćwierci XVIII w., nr rej.: 441/1395/WŁ z 27.12.1993

W otoczeniu pałacu zachowane są ogrody pałacowe z bramkami i pozostałościami fontanny.